# William Mungen
William Mungen, född 12 maj 1821 i Baltimore i Maryland, död 9 september 1887 i Findlay i Ohio, var en amerikansk demokratisk politiker. Han var ledamot av USA:s representanthus 1867–1871.
Mungen arbetade som lärare och studerade sedan juridik. År 1853 inledde han sin karriär som advokat i Ohio. I amerikanska inbördeskriget tjänstgjorde han i nordstatsarmén och befordrades till överste. År 1871 efterträdde han Francis Celeste Le Blond som kongressledamot och efterträddes 1871 av Charles N. Lamison. Mungen avled 1887 och gravsattes på Maple Grove Cemetery i Findlay i Ohio.